# Melody, la chica del metro
Melody, la chica del metro es una serie de televisión por internet de comedia dramática musical juvenil argentina producida por Trinity Entertainment junto a Warner Music Entertainment para Prime Video. La trama sigue a una joven que sueña con convertirse en una estrella de la música. Está protagonizada por Yas Gagliardi, Sarah Lenore, Peto Menahem, César Bordón, Muriel Santa Ana, Luis Machín, Carla Pandolfi, Marcela Morelo, Benjamín Alfonso, Ulises Puigróss y Ariadna Asturzzi. La serie se estrenó el 22 de febrero de 2023.

## Sinopsis
Melody (Yas Gagliardi), es una chica llena de sueños que parecen imposibles. Acompañada por sus mejores amigas, canta en el metro de una pequeña ciudad y desea dedicar su vida a la música como lo hace Layla, una estrella de pop que vive en Estados Unidos y a quien admira profundamente. Ella vive con sus tíos, ya que su madre decide dejarla con ellos, para irse a estudiar letras a Europa luego de su nacimiento, desapareciendo de su vida por completo.
Solo le deja un cuaderno, en el cual escribió sus primeros poemas para ella. Sin embargo, sus tíos jamás se lo entregaron por temor a perderla. 
Para ellos, la escritura, la música y cualquier expresión artística, son sinónimos de abandono familiar. Melody canta a escondidas de su familia, quienes le prohíben abrazar esta vocación. Hoy Melody tiene dieciséis. El destino hace lo suyo. Ella encuentra el cuaderno, lo abre y se desata la magia. A partir de ese momento, cambian la vida de Melody para siempre.
Desde el otro extremo del planeta, Layla se encuentra devorada por la maquinaria del éxito y cansada de no sentirse dueña de su vida. De forma repentina comienza a escuchar voces. ¿Estará enloqueciendo? ¿Necesitará descanso? 
Son voces que le hablan en español, un idioma que ella no conoce. Es la realidad de Melody que comienza a filtrarse en la de Layla. Su entorno se preocupa, temen que esté enloqueciendo.
Layla jamás duda de su cordura, siente que hay algo detrás de todo esto y está decidida a averiguar de qué se trata, de dónde vienen y hacia dónde quieren llevarla esas voces que solo siente en su cabeza.

## Elenco
- Yas Gagliardi como Melody
- Sarah Lenore como Layla
- Peto Menahem como Franco
- César Bordón como Charly
- Muriel Santa Ana como Marisa
- Luis Machín como Thomas Van Vorden
- Carla Pandolfi como Clara
- Marcela Morelo como Zoe
- Benjamín Alfonso como Pablo
- Ulises Puiggrós Peter Tower
- Ariadna Asturzzi como Vera
- Julián Volpe como Lautaro
- Fiorella Muzzo como Manuela
- Juan Caruso como Benjamín
- Melodie Baigun como Ema
- Valu Zapata como Lucy
- Valentina Raimundi como Stefi
- Valentina Mooney como abril
- Daniela Amendola como Sabrina
- Alma Venezia Katabian como India
- Morena Segret como Luna
- Xavier Yamil Nazar Dutka como Luca
- Guido Robledo como Mateo
- Imanol Aguilar como Ivo
- Diego Farmache como Fausto

## Episodios
| N.º | Título        | Dirigido por       | Escrito por      | Fecha de lanzamiento original |
| --- | ------------- | ------------------ | ---------------- | ----------------------------- |
| 1   | «Episodio 1»  | Daniel Castiglioni | Solange Keoleyan | 22 de febrero de 2023         |
| 2   | «Episodio 2»  | Daniel Castiglioni | Solange Keoleyan | 22 de febrero de 2023         |
| 3   | «Episodio 3»  | Daniel Castiglioni | Solange Keoleyan | 22 de febrero de 2023         |
| 4   | «Episodio 4»  | Daniel Castiglioni | Solange Keoleyan | 22 de febrero de 2023         |
| 5   | «Episodio 5»  | Daniel Castiglioni | Solange Keoleyan | 22 de febrero de 2023         |
| 6   | «Episodio 6»  | Daniel Castiglioni | Solange Keoleyan | 22 de febrero de 2023         |
| 7   | «Episodio 7»  | Daniel Castiglioni | Solange Keoleyan | 22 de febrero de 2023         |
| 8   | «Episodio 8»  | Daniel Castiglioni | Solange Keoleyan | 22 de febrero de 2023         |
| 9   | «Episodio 9»  | Daniel Castiglioni | Solange Keoleyan | 22 de febrero de 2023         |
| 10  | «Episodio 10» | Daniel Castiglioni | Solange Keoleyan | 22 de febrero de 2023         |
| 11  | «Episodio 11» | Daniel Castiglioni | Solange Keoleyan | 22 de febrero de 2023         |
| 12  | «Episodio 12» | Daniel Castiglioni | Solange Keoleyan | 22 de febrero de 2023         |
| 13  | «Episodio 13» | Daniel Castiglioni | Solange Keoleyan | 22 de febrero de 2023         |

## Producción
En marzo del 2019, la productora estadounidense Trinity Entertainment anunció la producción de una serie llamada Melody junto a Sony TV & Music. En enero del 2020, en un evento organizado por NATPE, se anunció el desarrollo de la serie y que estaría orientada al público infantojuvenil bajo el título de Melody, la chica del metro creada por el productor musical José Luis Pagán y producida por Trinity Entertainment, la cual formó una alianza con Tondero Distribución para buscar una empresa coproductora y a su vez comercializar el producto.
La producción fue llevada adelante por José Luis Pagan como showrunner, Daniel Castiglioni como director, Luciano Foppoli y Gustavo Barone como productores generales; y Melina Mancuso como coordinadora de producción. El rodaje fue realizado 5 meses durante el confinamiento por la pandemia de Covid-19. Para la serie se compusieron un total de 26 canciones que fueron escritas por el músico José Luis Pagán –que también ofició como productor ejecutivo de la empresa bajo la empresa UPM Team–.
En relación con el casting, con el anuncio de la serie, también se informó que Yas Gagliardi fue elegida para interpretar a la protagonista de la serie, una chica que sueña con convertirse en una cantante profesional, mientras que Sarah Lenore fue fichada para interpretar a una cantante reconocida a nivel mundial. En enero del 2021, se anunció que Peto Menahem y Muriel Santa Ana se unieron al elenco en el papel de los tíos de la protagonista. En mayo del 2021, se conoció que César Bordón, Luis Machín y Carla Pandolfi conformaban la otra parte del elenco adulto de la serie.

## Premios y nominaciones
| Lista de premios y nominaciones | Lista de premios y nominaciones | Lista de premios y nominaciones            | Lista de premios y nominaciones | Lista de premios y nominaciones | Lista de premios y nominaciones |
| Año                             | Organización                    | Categoría                                  | Nominado/a(s)                   | Resultado                       | Ref(s)                          |
| ------------------------------- | ------------------------------- | ------------------------------------------ | ------------------------------- | ------------------------------- | ------------------------------- |
| 2023                            | Premios Produ                   | Mejor serie musical                        | Melody, la chica del metro      | Nominado                        | [ 13 ]                          |
| 2023                            | Premios Produ                   | Mejor serie juvenil                        | Melody, la chica del metro      | Nominado                        | [ 13 ]                          |
| 2023                            | Premios Produ                   | Mejor tema musical de serie                | «Mi futuro es hoy»              | Nominado                        | [ 13 ]                          |
| 2023                            | Premios Produ                   | Mejor actriz protagónica infanto / juvenil | Yas Gagliardi                   | Nominada                        | [ 13 ]                          |
| 2023                            | Premios Produ                   | Mejor compositor musical                   | José Luis Pagán                 | Nominado                        | [ 13 ]                          |
| 2023                            | Premios Martín Fierro Latino    | Mejor serie musical                        | Melody, la chica del metro      | Ganador                         | [ 14 ]                          |
| 2024                            | Premios Martín Fierro           | Mejor ficción                              | Melody, la chica del metro      | Nominado                        | [ 15 ]                          |
| 2024                            | Premios Martín Fierro           | Mejor programa infantil / juvenil          | Melody, la chica del metro      | Nominado                        | [ 15 ]                          |
| 2024                            | Premios Martín Fierro           | Mejor actriz protagonista de ficción       | Yas Gagliardi                   | Nominada                        | [ 15 ]                          |
| 2024                            | Premios Martín Fierro           | Mejor actor de reparto                     | Luis Machín                     | Nominado                        | [ 15 ]                          |